# 함석훈
함석훈(1967년 10월 5일 ~ )은 대한민국의 배우이다.

## 생애
1984년 연극배우 첫 데뷔하였고 1991년 KBS 한국방송공사 14기 공채 탤런트로 정식 데뷔하였으며 1994년 영화 《혼자 뜨는 달》의 단역으로 영화배우 데뷔하였다. 그는 인천 전자랜드 엘리펀츠 장내 아나운서이기도 한데 고등학교 시절 전국 청소년 연극제에서 최우수상을 받기도 했다.
그의 대표작으로는 드라마 《태조 왕건》, 《야인시대》, 《무인시대》, 《불멸의 이순신》, 《대조영》 등이 있다.

## 출연작

### 연극
- 1986년 《맹 진사 댁 경사》 ... 김미언 역

### TV 드라마
- 1994년 KBS 《딸부잣집》
- 1996년 KBS 《슈팅》
- 1998년 KBS 《야망의 전설》 - 방개 역
- 2000년 KBS 《태조 왕건》 - 도적 마석두 , 윤선 역
- 2000년 KBS 《천둥소리》 - 우경방 역
- 2001년 KBS 《동양극장》
- 2002년 MBC 《삼총사》 - 한달삼(물만두) 역
- 2003년 SBS 《야인시대》 - 황병관 역
- 2003년 KBS 《장희빈》 - 김춘택의 사주를 받고 희빈 장씨를 공격하는 패거리 꼭지딴 역
- 2003년 KBS 《무인시대》 - 망소이 역
- 2004년 KBS 《불멸의 이순신》 - 등자룡(부총병) 역
- 2005년 KBS2 《부활》 - 형사 역
- 2006년 KBS 《대조영》 - 퀼테킨 역
- 2008년 KBS 《대왕 세종》 ... 동범찰 역
- 2012년 JTBC 《인수대비》 ... 이징옥 역

### 영화
- 《혼자뜨는 달》(1994년) - 인백 역
- 《남자이야기》(1998년) - 거북이 역

### 뮤지컬
- 1995년 《아가씨와 건달들》 ... 베니 사우드스트릿 역(남자 조연)